# Władysław Pręgowski
Władysław Pręgowski (ur. 25 lipca 1911 w Warszawie, zm. 13 grudnia 1985 w Białymstoku) – polski lekarz, naukowiec, nauczyciel akademicki oraz działacz społeczny.

## Życiorys
Urodził się w rodzinie lekarskiej. Ojciec, Piotr Pręgowski, był neurologiem i psychiatrą oraz działaczem społecznym i politycznym.
W 1937 roku ukończył studia na Wydziale Lekarskim Uniwersytetu Warszawskiego. Został zatrudniony jako asystent Kliniki Neurologicznej w Szpitalu Gruźliczym przy ulicy Płockiej w Warszawie. W czasie II wojny światowej walczył w stopniu podporucznika będąc lekarzem w 3 batalionie 71 pułku piechoty w Zambrowie. We wrześniu 1939 trafił do niewoli niemieckiej, z której uciekł. Ponownie pojmany został osadzony w Stalagu IA w Tylży, gdzie jako lekarz obozowy opiekował się jeńcami francuskimi i belgijskimi. Za działalność polityczną i sabotażową został przeniesiony do Oflagu II C w Woldenbergu bez prawa do wykonywania zawodu lekarza obozowego.
Po wyzwoleniu obozu w 1945 pracował jako lekarz i ordynator w kilku placówkach służby zdrowia: w Rogoźnie, Szamotułach, Poznaniu, Zielonej Górze i w Zakopanem, specjalizując się w zakresie chorób wewnętrznych. Na Oddziale Chirurgii Płuc w Zakopanem, pod kierunkiem prof. W. Rzepeckiego, specjalizował się w leczeniu gruźlicy płuc a jego praca pt. Znaczenie ruchomości śródpiersia w odmie leczniczej stała się podstawą do uzyskania stopnia doktora medycyny w 1950 w Akademii Medycznej w Lublinie oraz mianowania dyrektorem Sanatorium Przeciwgruźliczego w Bystrej Śląskiej.
Zdobył specjalizację II stopnia w zakresie interny i chorób płuc. W 1956 został mianowany kierownikiem Kliniki Gruźlicy Płuc Akademii Medycznej w Białymstoku (1956-1980). W roku akademickim 1957-1958 spędził kilka miesięcy w Instytucie Pasteura w Paryżu jako stypendysta Fundacji im. J. Potockiego. Wkrótce potem otrzymał stopień naukowy i stanowisko docenta Akademii Medycznej w Białymstoku oraz stanowisko Kierownika Katedry i Kliniki Gruźlicy Płuc.
Przez 6 lat pełnił obowiązki specjalisty krajowego w zakresie leczenia gruźlicy w szpitalach. Był założycielem pierwszej w Polsce Poradni Antynikotynowej w Białymstoku. Od 1957 był członkiem korespondentem Francuskiego Towarzystwa Ftyzjatrycznego, a od 1973 przez dwie kadencje był członkiem Komisji Leczenia Międzynarodowej Unii Przeciwgruźliczej (organu WHO). Był promotorem 11 doktoratów. W dorobku naukowym miał ok. 120 publikacji.
Należał m.in. do Towarzystwa Wiedzy Powszechnej, ZBOWiD-u (ze statusem kombatanta), Stronnictwa Demokratycznego, Ligi Obrony Kraju oraz Automobilklubu Podlaskiego.
Zmarł 13 grudnia 1985 w Białymstoku. Pochowany wraz z małżonką na cmentarzu Farnym w Białymstoku (ul. Wł. Raginisa 8).

## Odznaczenia i wyróżnienia
- Krzyż Kawalerski Orderu Odrodzenia Polski[2]
- Medalem Komisji Edukacji Narodowej[2]
- Złotym Krzyżem Zasługi (1955)[3]
- Odznaka honorowa „Zasłużony Białostocczyźnie”[2]
- Odznaka „Za wzorową pracę w służbie zdrowia” (1954)[4]
- Belgijski Krzyż Zasługi – za ratowanie jeńców belgijskich[2]
- Medal Pamiątkowy I Dywizji Grenadierów w Lotaryngii – za ratowanie jeńców francuskich[2]
- Medal „Za udział w wojnie obronnej 1939”[2]

Za działalność w służbie zdrowia, pracę naukową, dydaktyczną i społeczną otrzymał liczne nagrody i wyróżnienia Akademii Medycznej w Białymstoku. Był członkiem honorowym Polskiego Towarzystwa Ftyzjopneumonologicznego.

## Życie prywatne
Z małżeństwa z Danutą z domu Domagalską (1921-1998) miał troje dzieci: Piotra (ur. 1946), Jerzego (ur. 1947) oraz Zbigniewa (ur. 1951).